# Bebeto de Freitas
Paulo Roberto de Freitas (Rio de Janeiro, 16 de janeiro de 1950 — Vespasiano, 13 de março de 2018), conhecido como Bebeto de Freitas, foi um jogador e treinador de voleibol brasileiro, sobrinho do jornalista e treinador de futebol João Saldanha e primo por parte de pai do jogador de futebol Heleno de Freitas.
No início dos anos 80 passou a dirigir a Seleção Masculina de Voleibol, sendo um dos protagonistas na transformação e identidade tática e técnica do voleibol brasileiro.
Foi também gestor desportivo, tendo sido presidente do Botafogo de Futebol e Regatas de 2003 a 2008, assumindo no ano seguinte o cargo de diretor-executivo do Atlético Mineiro.

## Carreira no voleibol

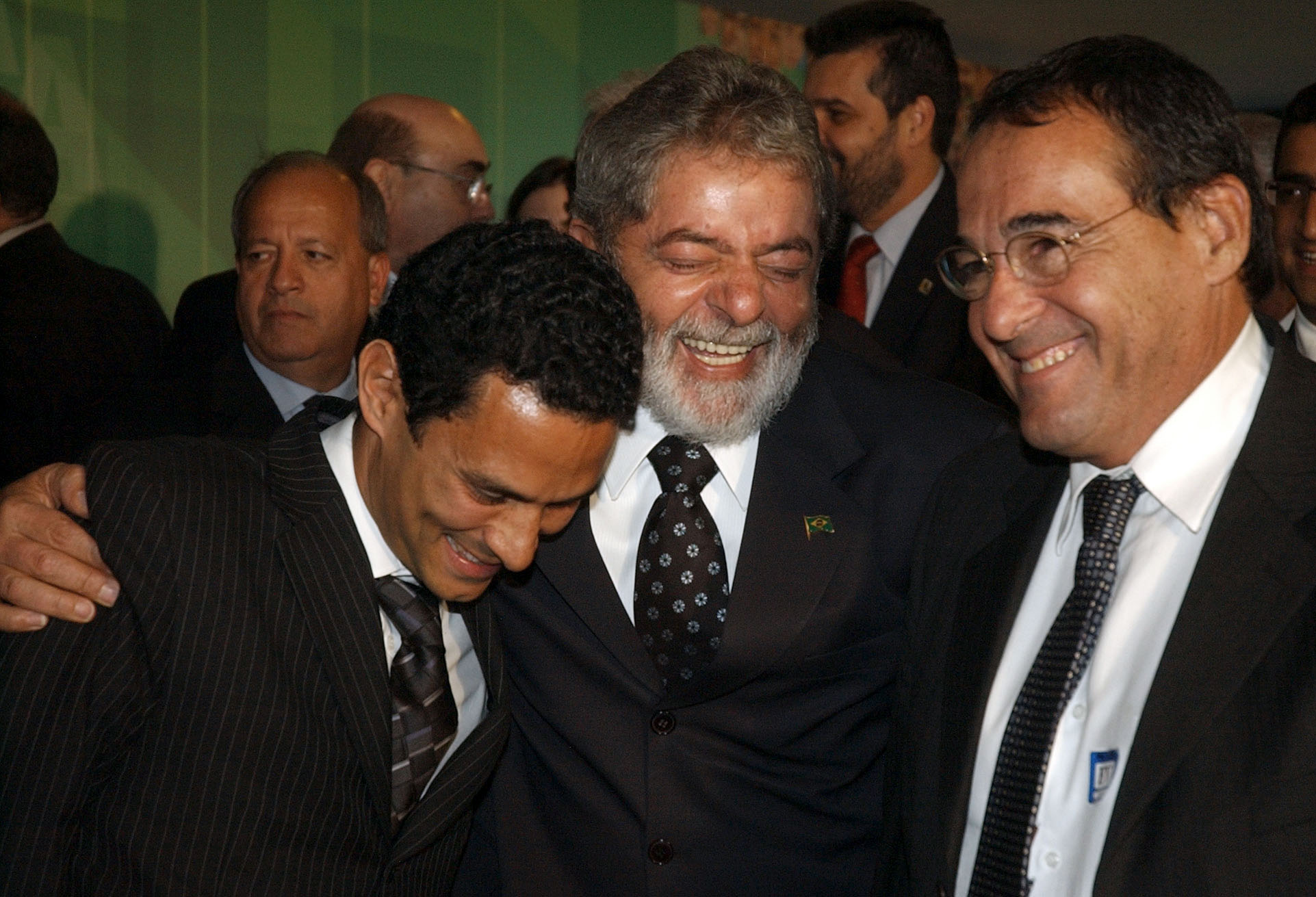
Lula, Túlio e Bebeto de Freitas

### Jogador
Bebeto de Freitas foi um dos mais importantes jogadores de vôlei do Botafogo, tendo conquistado onze campeonatos cariocas de vôlei consecutivos (de 1965 até 1975), além de ter defendido a seleção brasileira nos Jogos Olímpicos de 1972, em Munique e nos Jogos Olímpicos de 1976 em Montreal.

### Treinador
Bebeto foi um dos mais respeitados treinadores de voleibol do mundo, tendo dirigido o time da consagrada Geração de Prata do voleibol masculino brasileiro nos Jogos Olímpicos de 1984 em Los Angeles e também nos Jogos Olímpicos de 1988 em Seul. Teve uma passagem de grande sucesso pelo voleibol italiano, dirigindo de 1990 a 1995, o Maxicono Parma – atual  Pallavolo Parma, onde conquistou cinco títulos (Campeonato Italiano 1991-1992 e 1992-1993, Copa Itália 1991-1992 e Copa CEV 1991-1992 e 1994-1995[carece de fontes?]). Devido a este sucesso, foi convidado a treinar a seleção italiana em 1997 e 1998, sendo campeão da Liga Mundial de Voleibol de 1997, em Moscou e do Campeonato Mundial de Voleibol Masculino de 1998, na final com a Iugoslávia em Tóquio, com o resultado de 3 sets a 0.
Bebeto de Freitas foi também treinador da equipe de voleibol da Escola Naval no período de 1981 a 1984.[carece de fontes?]

## Carreira como gestor

### Início no Atlético Mineiro
Bebeto de Freitas teve duas passagens como manager do Clube Atlético Mineiro, em 1999 e 2001 . Trabalhou durante a gestão do então presidente Nélio Brant em parceria com o presidente do Conselho Deliberativo e diretor de futebol Alexandre Kalil. Durante estas duas passagens, o clube obteve resultados expressivos. Foi Campeão Mineiro e Vice-Campeão brasileiro em 1999 e chegou ao 4º lugar no Campeonato Brasileiro de 2001.

### Botafogo

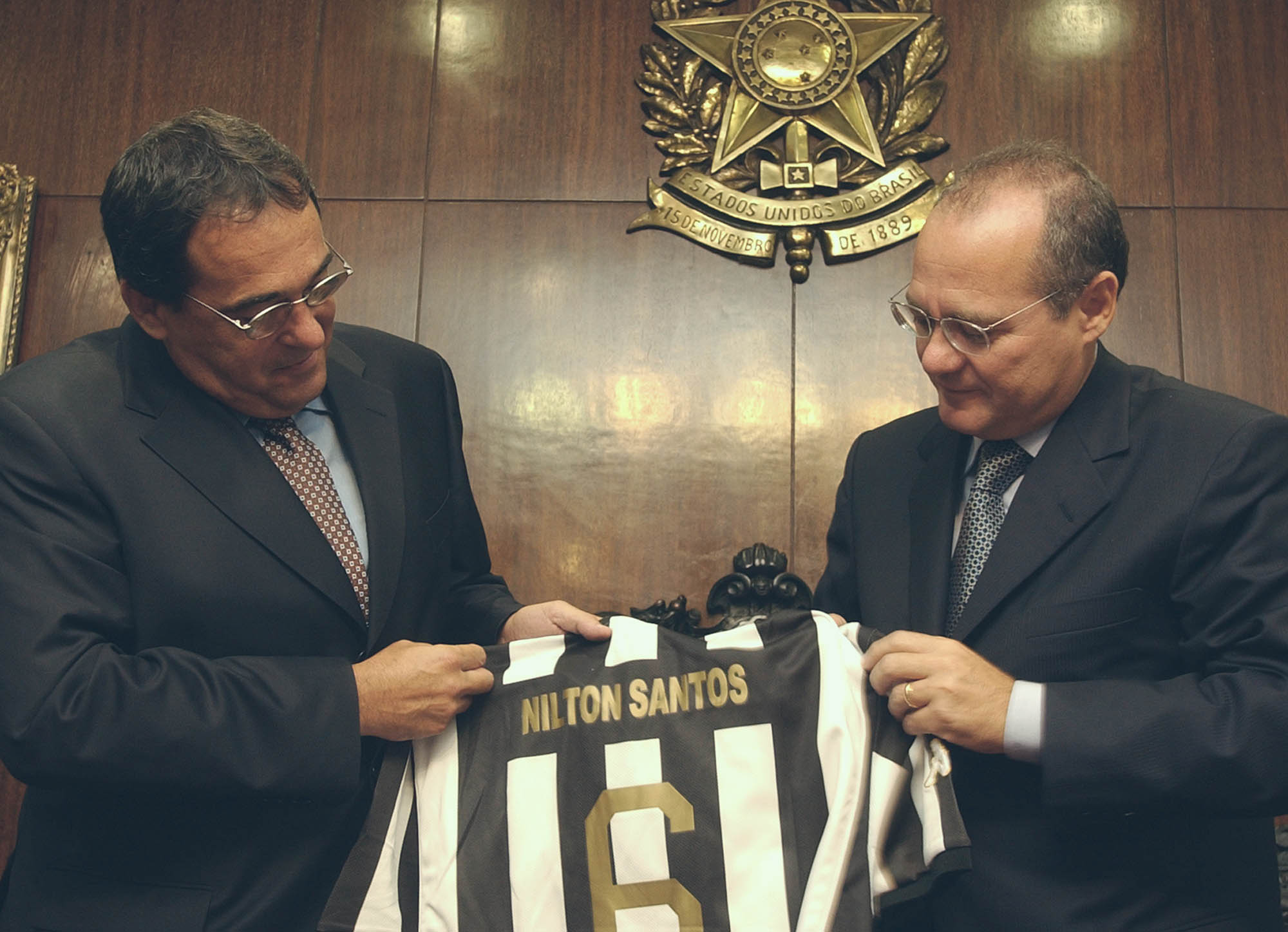
O então presidente do Botafogo, Bebeto de Freitas, entrega ao presidente do Senado, Renan Calheiros, uma camisa do Botafogo com o nome do jogador Nilton Santos, no Senado.

A fase no Atlético fez despertar o interesse em dirigir o Botafogo, seu clube de coração. No início de 2002, chegou a assumir um cargo como diretor do clube carioca, mas em poucos meses pediu afastamento pois, por ser funcionário, não poderia se candidatar ao cargo de presidente ao final daquele ano e também por discordar da gestão do então presidente Mauro Ney Palmeiro.
Eleito para um mandato não remunerado inicial de três anos, entre 2003 e 2005, Bebeto de Freitas iniciou um processo de reestruturação do clube. Sua direção teve como marco importante, a volta do time de futebol à primeira divisão do Campeonato Brasileiro. Reeleito até 2008, conquistou os títulos de futebol profissional da Taça Guanabara e do Campeonato Carioca de 2006, e da Taça Rio, de 2007 e 2008. Além disso, venceu também títulos em diversas categorias amadoras, tais como polo aquático, basquetebol, voleibol e natação.[carece de fontes?]
Bebeto de Freitas foi um dos homens de frente na luta da aprovação da Timemania, que poderia solucionar parte das dívidas do clube. Além disso, em sua gestão, o clube - a partir da empresa criada por ele, a Cia. Botafogo - conquistou a concessão do Estádio Nilton Santos, em 2007.
Após a final da Taça Guanabara de 2008, revoltado com a arbitragem, chegou a pedir licenciamento do cargo de presidente, dizendo que "não aguentava mais as coisas que aconteciam no futebol". No entanto, como sua renúncia foi somente verbal, dias depois voltou atrás em sua decisão e permaneceu à frente do clube até dezembro daquele ano, quando seu mandato se encerrava, sem possibilidades de reeleição.

### Diretor-executivo do Atlético
Em 2009, a convite de Alexandre Kalil, que desta vez assumira o cargo de presidente do Galo, Bebeto de Freitas assumiu o cargo de diretor-executivo remunerado do clube.

### Secretário Municipal de Esporte e Lazer em Belo Horizonte
Em 2016, após a eleição de Alexandre Kalil para prefeito de Belo Horizonte, Bebeto foi indicado para o cargo de Secretário Municipal de Esportes e Lazer. No comando da pasta, criou o programa "A Savassi é da gente", com eventos fechando aos carros na praça Diogo de Vasconcelos e abrindo para atividades esportivas, de lazer e convivência aos domingos. Comandou a pasta de 1 de janeiro de 2017 a 6 de janeiro de 2018.

### Volta ao Atlético
No início de 2018, Bebeto assumiu, a convite do presidente Sérgio Sette Câmara, o recém criado cargo de Diretor de Administração e Controle do Clube Atlético Mineiro.

## Morte
Bebeto de Freitas faleceu aos 68 anos, em 13 de março de 2018, durante uma cerimônia de apresentação do time de futebol americano nas dependências da Cidade do Galo, do Atlético Mineiro, em Vespasiano, Minas Gerais. Ele sofreu uma parada cardíaca e não resistiu.